# Kapiejnaje (obwód mohylewski)
Kapiejnaje (biał. Капейнае; ros. Копейное) – wieś na Białorusi, w obwodzie mohylewskim, w rejonie mohylewskim, w sielsowiecie Wiendaraż.